# Porphyrophora erythraea
Porphyrophora erythraea är en insektsart som beskrevs av Filippo Silvestri 1938. Porphyrophora erythraea ingår i släktet Porphyrophora och familjen pärlsköldlöss.
Artens utbredningsområde är Eritrea. Inga underarter finns listade i Catalogue of Life.